# North Wales Mineral Railway
Die North Wales Mineral Railway war eine britische Eisenbahngesellschaft in Denbighshire in Wales. 

## Geschichte
Die North Wales Mineral Railway erhielt am 6. August 1844 die Konzession zum Bau einer Bahnstrecke von Wrexham über Rossett zu einem Kai am Dee bei Saltney und einem Übergang zur Chester and Holyhead Railway. Am 21. Juli 1845 erhielt die Gesellschaft außerdem die Konzession zu Bau einer Strecke von Wrexham nach Süden bis nach Ruabon. Im folgenden Jahr wurde eine Konzession zum Bau einer Anschlussstrecke von Wheatsheaf Junction nach Minera (Brymbo and Minera Branch) beantragt. 
Durch die beiden ersten Konzessionen wurde das Eigenkapital auf 270.000 Pfund und die Höhe der Kredite auf 90.000 Pfund festgelegt worden. Für die dritte Konzession wurden nochmals 8000 Pfund, davon 2000 Pfund als Kredit genehmigt.
Am 27. Juli 1846 fusionierte die Gesellschaft mit der Shrewsbury, Oswestry and Chester Junction Railway (Bahnstrecke Ruabon–Shrewsbury) zur Shrewsbury and Chester Railway. Die genehmigte 23,7 Kilometer lange Bahnstrecke Ruabon–Saltney wurde am 4. November 1846 eröffnet. Die von der North Wales Mineral Railway geplante und im Rahmen der Fusion konzessionierte Strecke nach Minera wurde im November 1847 eröffnet.